# イルミネーション・シアター
イルミネーション・シアター（Illumination Theater）は、ユニバーサル・スタジオ・ジャパンのハリウッド・エリアに存在する劇場である。
2001年3月31日から2019年4月17日まで存在していた「ステージ14」についても記述する。

## 概要
この施設は、「ステージ14」という名前でユニバーサル・スタジオ・ジャパン開園当時から存在し、期間限定のショーなどが行われていた。施設は、ロビーと506席程度設けられたシアターに分けられている。
2019年4月18日に施設の改装工事を行い、「イルミネーション・シアター」としてオープンした。
2019年8月21日より、ユニバーサル・スタジオ・ジャパンのオフィシャル・マーケティング・パートナーであるJCOM株式会社（旧：株式会社ジュピターテレコム、2021年7月1日に社名変更）と株式会社ジェイコムウエストが施設協賛することとなった。

## 公演内容

### イルミネーション・シアター
- シング・オン・ツアー[2]（2019年4月18日 - ）
- 「ペット2」公開記念イベント[3]（2019年7月6日）

### ステージ14
- モンスター・メーキャップ[4]（2001年3月31日 - 2004年8月31日）
- レジェンド・イン・コンサート[5]（2003年1月1日 - 3月16日）
- LOVEライブ「バー・バレンタイン」[5]（2007年2月1日 - 2月28日）
- セサミストリートのハッピーサプライズ[6]（2011年3月3日 - 2012年4月8日）
- やり過ぎ！ サマーシアター[7]（2016年7月21日 - 9月4日）
- 銀魂ライブ・トーク[8]（2017年6月30日 - 10月1日）

このほかも年間パス・センターや期間限定アトラクションの整理券配布場所など、様々な用途で使用されてきた。